# Budhagupta
Budhagupta was keizer ("maharajadhiraja") over het Guptarijk tussen ongeveer 467 en 497 n.Chr. De omstandigheden waaronder hij aan de macht kwam zijn onduidelijk. Zijn regering volgde op die van Skandagupta, maar hij was een zoon van diens halfbroer Purugupta. Zelf werd hij opgevolgd door Narasimhagupta, zijn broer.
Na de dood van keizer Skandagupta in 467 werd waarschijnlijk een strijd gevoerd tussen de zoons van de overleden keizer en de zoons van diens halfbroer Purugupta. In inscripties worden bij Purugupta's naam de keizerlijke titels gebruikt. Een mogelijke verklaring daarvoor is dat Purugupta zelf enige tijd op de troon zat na de dood van zijn broer. Daarnaast is een inscriptie van een keizer met de naam Kumaragupta (II) gevonden die gedateerd is in het jaar 474. Budhagupta zal dan, op zijn laatst, rond 476 aan de macht zijn gekomen, een decennium na het overlijden van Skandagupta.
Budhagupta kan als de laatste van de "grote" Gupta's beschouwd worden, maar over het algemeen wordt de neergang van het rijk geacht te zijn begonnen met de dood van Skandagupta. De afname van het percentage goud in de munten wijst op verminderde inkomsten. Waarschijnlijk leed de economie van het rijk onder de afname van de handel met het Romeinse Rijk in deze periode. Hoewel Skandagupta een invasie van de Hunnen had afgeweerd, hadden deze de handelsroutes over land door het westen van Azië afgesneden. Desondanks was de regering van Budhagupta een lange en stabiele periode. De Hunnen zouden pas tijdens de regering van Narasimhagupta opnieuw binnenvallen.
Budhagupta liet mogelijk boeddhistische kloosters bouwen in Nalanda.